# Darko Juričić
Darko Juričić, född 28 augusti 1969, är en friidrottare från Kroatien. Han deltog vid olympiska sommarspelen 2000.